# Colette Nouvel-Rousselot
Colette Nouvel-Rousselot, née le 8 avril 1949 à Paris et morte le 26 novembre 2024, à Genève, est une dirigeante d'entreprise franco-suisse dans l'industrie pharmaceutique et une femme politique, maire de Touques et Conseillère départementale du Calvados.
Elle est également l'auteur de « livres d'observations économiques et sociétales ».

## Biographie

### Famille et formation
Colette Lucienne Hélène Nouvel naît le 8 avril 1949 dans le 14e arrondissement de Paris du mariage de Lucien Nouvel, président de sociétés, et de Reine Dupuis.
Après des études secondaires au lycée de Sèvres, elle poursuit des études supérieures à la faculté de droit de l'université Panthéon-Assas, puis elle intègre l'Institut de criminologie de Paris (en). Elle est titulaire d'une licence de droit.
Le 14 décembre 1972, elle épouse Hervé Rousselot, président de sociétés ; ne parvenant pas à concevoir d'enfants, le couple en a deux par adoption internationale. Sa fille adoptive est la femme politique franco-suisse Marie-Ange Rousselot, née à Bogota, capitale de la Colombie, et députée des Français de Suisse et du Liechtenstein. Son fils adoptif est Benjamin Rousselot, est chef d'entreprise. En 2000, Colette Nouvel-Rousselot consacre un livre à l'adoption de ses deux enfants.

### Carrière professionnelle

#### Industrie pharmaceutique
À la mort brutale de son père, le 9 mars 1975, elle lui succède comme administratrice et PDG de la société française Neuilly Défense et directrice commerciale des laboratoires Doms,,. 
Elle se retrouve ainsi l'« une des premières femmes patrons de l'industrie pharmaceutique dans un monde très macho »[non neutre].
En 1978, elle en est nommée directrice générale puis PDG de 1982 à 1990, tout en étant PDG des laboratoires Adrian de 1988 à 1990. Les deux laboratoires fusionnent en 1990, elle est nommée PDG de Doms-Adrian jusqu'en 1999. Elle a en même temps des responsabilités en Suisse : en 1992, elle entre au conseil d'administration des laboratoires Diepha devenus Diepharmex et en 1998, elle est nommée directrice générale et présidente du conseil d'administration de Diepharmex Suisse,.
En 1999, elle cède les Laboratoires Doms-Adrian, alors vingt-deuxième laboratoire indépendant français, au groupe familial italien Recordati, alors cinquième groupe pharmaceutique italien.
De 1982 à 2009, elle est conseillère du commerce extérieur de la France du Comité des Hauts-de-Seine et administratrice du conseil national et membre de la section « Suisse ». Elle est vice-présidente de l'Association des conseillers du commerce extérieur des Hauts-de-Seine (CCE92), vice-présidente de l'Association française des producteurs de spécialités grand public, membre du bureau du conseil d'administration du Syndicat national de l'industrie pharmaceutique (Snip) de 1979 à 1999.
En 2016, elle fonde et préside le laboratoire EHC (European Health Corporation) à Genève puis en 2019, après 23 ans de présidence, elle cède les laboratoires Diepharmex au groupe français Alpha Healthgroup (Cooper-Vemedia), détenu par le fonds d'investissement Charterhouse Capital Partners.

#### Prises de position quant à la vaccination contre la Covid-19
En mars 2021, elle estime que compte tenu de ses 40 ans dans l'industrie pharmaceutique, elle est hors d'elle quant à la communication gouvernementale : « Je pense que le covid a atteint le cerveau de l’ensemble des communicants, qu’ils soient du monde politique ou du monde médiatique ».

### Carrière politique
En 1984, elle s’engage en politique et se présente aux élections européennes en 10e place sur la liste centriste et radicale de gauche « Entente radicale écologiste pour les États-Unis d’Europe » (ERE Européenne), menée par Olivier Stirn, Brice Lalonde et François Doubin.
En 1989, elle est tête de liste aux élections municipales à Deauville et — face à la sortante Anne d'Ornano — elle obtient 28,5 % des suffrages et trois sièges, dont un qu’elle occupe en tant que leader de l’opposition pendant six ans. En 2008, la liste qu'elle conduit à Touques, ville voisine de Deauville remporte 52,81 % des suffrages au second tour et elle est élue maire de Touques puis vice-présidente de la communauté de communes Cœur Côte Fleurie. Elle est réélue en 2014 dès le premier tour et en 2020,. En 2015, elle se présente aux élections départementales du Calvados dans le nouveau canton de Honfleur-Deauville, aux côtés du maire de Honfleur Michel Lamarre, conseiller général sortant. Le binôme est élu avec 60,05% des voix et siège au sein du groupe majoritaire « centristes et indépendants ». Elle est réélue le dimanche 27 juin 2021 aux côtés de Michel Lamarre avec le meilleur score du Calvados avec 79,84 % des voix

## Publications
Elle est auteure de quatre ouvrages :
- La Vingt-sixième maladie de la France : combat contre l'assistance chronique, Paris, Albin Michel, 1985 (ISBN 978-2-226-02492-3).
Recension dans la Revue des Deux Mondes[20].
Colette Nouvel-Rousselot est invitée par Bernard Pivot dans l’émission Apostrophes, diffusée le 15 novembre 1985, en compagnie de quatre chefs d’entreprises français venus s’exprimer sur leur vision et leur parcours en tant que « patrons du moment qui pèsent sur la scène économique française[21] ».
- L'adoption à fleur de peau, Éditions Olbia, 16 novembre 2000 (ISBN 2719105384).
Cet ouvrage est un récit autobiographique : en 1987, le couple décide d’adopter deux enfants en Colombie à la suite du constat d'une stérilité inexpliquée. En 1988, ils adoptent un second enfant.
Recension en mars 2017: L’adoption à cœur !, [lire en ligne]
- Histoire d'un cœur ouvert à cœur ouvert ; le témoignage d'un vécu, La Bruyères, 10 juin 2020 (ISBN 2750015375).
Cet ouvrage est également un  témoignage : en 2019, Colette Nouvel-Rousselot subit une opération à cœur ouvert de pontage et de réparation de deux valves. Un entretien avec l'auteur est publié en novembre 2020[22].
- Comment gagner du temps pour réussir ?, Balland, 9 mars 2023, 200 p. (ISBN 2940719373).

Cet ouvrage est un témoignage de l'expérience de chef d'entreprise et de responsable politique de Colette Nouvel-Rousselot. Un entretien avec l'auteur est publié en mai 2023.

## Décorations
Le 23 décembre 1989, elle est nommée au grade de chevalier dans l'ordre national du Mérite au titre de « présidente directrice générale de laboratoires ; 18 ans d’activités professionnelles ».
Le 13 juillet 1998, elle est nommée au grade de chevalier dans l'ordre national de la Légion d'honneur au titre de « présidente-directrice générale de laboratoires pharmaceutiques, conseillère du commerce extérieur ; 23 ans d'activités professionnelles ».